# Зброя за наймом
Зброя за наймом (англ. Hired Gun) — американський бойовик 2009 року.

## Сюжет
Найманий вбивця Чад йде проти свого колишнього боса після того, як стає свідком провезення ядерної зброї контрабандою на територію США.

## У ролях
| Актор         | Роль        |
| ------------- | ----------- |
| Шейн Вуд      | Чад         |
| Майкл Медсен  | Ден Моллер  |
| Ілля Волох    | Єгор        |
| Йохан Урб     | Райан Декер |
| Естер Каната  | Джеймі      |
| Оскар Діллон  | Джей        |
| Фахим Фазлі   | Абдул-Азіз  |
| Саїд Фарадж   | Саїд        |
| Міка Долтер   | Дітер       |
| Рене Ескапіте | Муерто      |